# Rathouisiidae
Rathouisiidae is een familie van weekdieren uit de klasse van de Gastropoda (slakken).

## Geslachten
- Atopos Simroth, 1891
- Prisma Simroth, 1891